# Natalia Rybarczyk
Natalia Rybarczyk (ur. 5 października 1987 w Wolsztynie) – mistrzyni świata w taekwondo olimpijskim,wielokrotna mistrzyni Polski, trener rozwoju osobistego i coach, trener mentalny mistrzów Polski, świata i olimpijczyków, były żołnierz zawodowy - trener pilotów F 16 i tych wybierających się na misje pokojowe. Stworzyła pierwszy w Polsce militarny program SELEKCJA oraz 3-dniowe warsztaty transformujące SELEKCJA WEEKEND. Autorka bestsellerowej książki WALCZ I WYGRYWAJ, o tym jak w 7 rundach wygrać swoje życie, a także serii e-booków o tematyce rozwoju osobistego. Stworzyła kursy zmieniające życie wielu ludzi, m.in. Zostań Mistrzem Swojego Czasu, Mistrzowska Odwaga i Najlepszy Rok w Twoim Życiu.

## Życiorys
Zaczęła uprawiać taekwondo w 2003 roku. W latach 2004–2006 zdobywała mistrzostwo Polski w kategorii juniorów, a w latach 2007–2010 w rywalizacji seniorów. Stawała również na podium mistrzostw Polski młodzieżowców, a także międzynarodowych mistrzostw Niemiec i młodzieżowych mistrzostw Austrii.
Dwukrotnie brała udział w mistrzostwach świata – w 2009 roku w kategorii do 67 kilogramów przegrała w 1/32 finału z Chinką Guo Yunfei 2:6, a dwa lata później w kategorii powyżej 73 kilogramów przegrała w 1/8 finału z Marokanką Wiam Dislam 2:3. W 2008 roku wzięła także udział w mistrzostwach Europy, gdzie w kategorii do 67 kilogramów odpadła w 1/8 finału, po porażce 1:6 z Francuzką Gwladys Épangue.
W 2008 roku zdobyła złoty medal akademickich mistrzostw świata w kategorii do 67 kilogramów. Brała także udział w Światowych Wojskowych Igrzyskach Sportowych 2011, gdzie awansowała do finału kategorii powyżej 73 kilogramów, w którym jednak nie mogła wystartować ze względu na odniesioną kontuzję, w związku z czym imprezę tę zakończyła ze srebrnym medalem.